# Station Gniezno
Station Gniezno is een spoorwegstation in de Poolse plaats Gniezno.